# 이미프라민
이미프라민(영어: imipramine)은 삼환계 항우울제이므로, 항우울작용과 항콜린 작용을 동시에 갖고 있다. 같은 삼환계 항우울제 계열의 약물인 클로미프라민(clomipramine)은 이 약물로부터 합성되었으므로, 어린이의 유뇨증 및 야뇨증에 우수한 치료효과를 갖고 있음이 임상시험에서 확인되었다.

## 적응증
- 우울증, 우울상태
- 주야간의 유뇨증

## 같이 보기
- 클로미프라민